# Chaebol

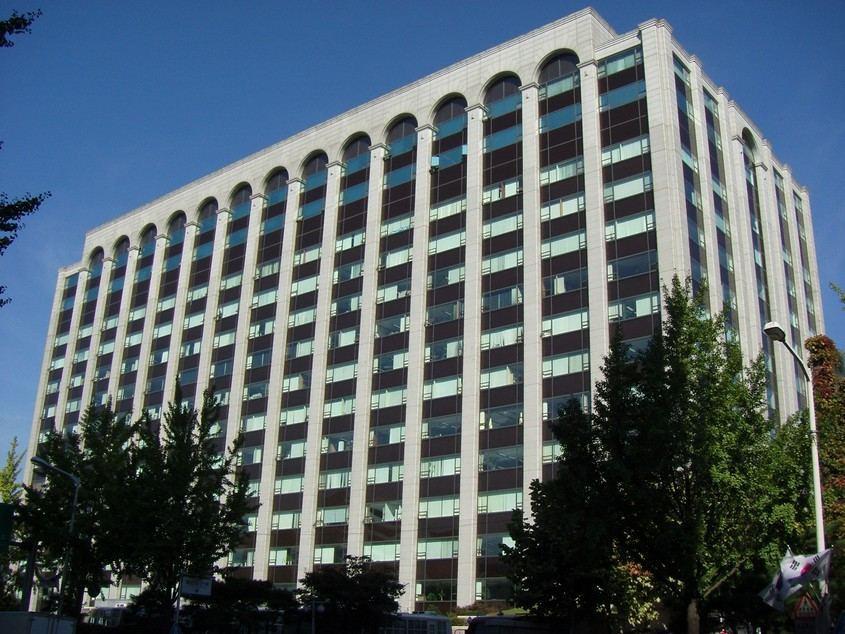
Sede da Hyundai em Seul.

Um chaebol (trad. lit.: riqueza familiar) é um grande conglomerado industrial que é administrado e controlado por uma família na Coreia do Sul. Um chaebol geralmente consiste em muitas afiliadas diversificadas, controladas por uma pessoa ou grupo de pessoas cujo poder sobre o grupo frequentemente excede a autoridade legal. Várias dezenas de grandes grupos corporativos controlados por famílias sul-coreanas se enquadram nessa definição.
Em 1972, ocorreu o primeiro uso conhecido desse termo em um texto em inglês.
Os líderes dos chaebols desempenham um papel significativo na política sul-coreana. Em 1988, Chung Mong-joon, presidente da Hyundai Heavy Industries, elegeu-se como deputado para a Assembleia Nacional da Coreia do Sul. Hyundai tem feito esforços para contribuir para o degelo das relações com a Coreia do Norte. Muitos chaebols familiares sul-coreanos foram criticados por baixos pagamentos de dividendos e outras práticas de governança que seriam prejudiciais aos acionistas minoritários. 
Os 10 maiores Chaebol da Coreia do Sul são Samsung, Hyundai Motor Company, LG, SK, Hanjin, Hyundai Heavy Industries, Lotte, Doosan, Hanhwa, e Kumho Asiana.

## História
Até o início da década de 1960, a economia da Coreia do Sul era predominantemente agrícola, no entanto, em 16 de maio de 1961, ocorreu um golpe de estado, liderado por Park Chung-hee, que seria a principal liderança do país até o seu assassinato em 26 de outubro de 1979. Nesse período, ocorreu uma rápida industrialização, por meio do fortalecimento de grandes empresas.
O primeiro plano econômico quinquenal, iniciado em 1962, estabeleceu a política industrial para novos investimentos, que fortaleceu os chaebols por meio da concessão de garantias para a obtenção de empréstimos bancários externos. Desse modo, os chaebols desempenharam um papel fundamental no desenvolvimento de novas indústrias exportadoras, ajudando a Coreia do Sul a se tornar um dos Quatro Tigres Asiáticos.
A cooperação entre o governo e os chaebols foi essencial para o forte crescimento econômico durante os planos quinquenais. A diretriz era impulsionar o desenvolvimento da indústria pesada e da substituição de importações. No entanto, a industrialização liderada pelos chaebols fortaleceu a concentração das atividades economicamente lucrativas nas mãos de um número limitado de grupos empresariais.
No final da década de 1980, já estavam bastante consolidados, de modo que não necessitavam de mais créditos patrocinados pelo governo.
No entanto, foram fortemente impactados pela crise financeira asiática de 1997, desse modo, entre julho de 1997 e junho de 1999, 11 dos 30 maiores chaebols entraram em colapso, dentre esses o Grupo Daewoo. Antes da crise, o país tinha sete grandes fabricantes de automóveis, como consequência da crise, apenas dois grandes fabricantes permaneceram intactos.
Em 2014, somente o Grupo Samsung, representava cerca de 17% da economia sul-coreana. Por outro lado, entre 2012 e 2015, a relação entre lucro líquido e receita dos principais chaebols da Coréia do Sul diminuiu.

## Diferenças com os keiretsus
Os keiretsus são o tipo de grupos empresarial que predomina no Japão, dentre as diferenças os dois tipos de grupos empresariais, podem-se citar que:
- Os chaebols ainda são, na maior parte dois casos, controlados pelas suas famílias fundadoras, enquanto os keiretsus são governados por grupos de gerentes profissionais;
- Nos chaebols existe um maior controle vertical das empresas que fazem parte de uma mesma cadeia produtiva, enquanto que nos keiretsus é mais comum a importação de produtos intermediários de menor valor agregado de fornecedores no exterior;
- Nos chaebols é menos comum a existência de uma instituição financeira própria, pois, historicamente, os chaebols foram formados a partir da obtenção de empréstimos de bancos estatais ou empréstimos externos garantidos pelo governo coreano[5].

## Reformas após a crise financeira de 1997
Após crise financeira asiática de 1997, o Fundo Monetário Internacional (FMI) condicionou a concessão de um empréstimo de resgate de 60 bilhões dólares à reformas nos "chaebols". Tais reformas incluíram:
1. a exigência de maior transparência nos relatórios (com exigência de auditores independentes) e de modernização da governança corporativa (para proteger os acionistas sem poder de controle);
2. maiores critérios para a concessão de empréstimos;
3. venda das subsidiárias para pagamento de dívidas, especialmente das subsidiárias não relacionadas com as atividades prioritárias dos grupos econômicos[7] [8] [9].